# Przybliżenie Borna-Oppenheimera
Przybliżenie Borna-Oppenheimera – jedno z podstawowych przybliżeń stosowanych w chemii kwantowej i spektroskopii, umożliwiające rozdzielenie ruchu elektronów i jąder w cząsteczce.
W przybliżeniu Borna-Oppenheimera i ogólniejszym przybliżeniu adiabatycznym wykorzystuje się fakt, że jądra atomowe są tysiące razy cięższe od elektronów, a zatem poruszają się o kilka rzędów wielkości wolniej. Zakładamy zatem, że całkowita funkcja falowa cząsteczki {\displaystyle \Psi ({\boldsymbol {r,R}})} jest iloczynem funkcji elektronowej {\displaystyle \chi ({\boldsymbol {r}},R),} zależnej od zmiennych elektronowych {\displaystyle {\boldsymbol {r}}} oraz parametrycznie od położeń jąder {\displaystyle {\boldsymbol {R}},} i funkcji jądrowej {\displaystyle \phi ({\boldsymbol {R}}),} zależnej od zmiennych jądrowych (położeń jąder {\displaystyle {\boldsymbol {R}}} i ewentualnie od spinów jąder):
{\displaystyle \Psi ({\boldsymbol {r,R}})=\chi ({\boldsymbol {r}},R)\cdot \phi ({\boldsymbol {R}})}
oraz
{\displaystyle E_{\textrm {mol}}\phi =[{\hat {T}}_{n}+\chi ({\boldsymbol {R}})]\phi .}
Przybliżenie adiabatyczne, bardziej ogólne w stosunku do przybliżenia Borna-Oppenheimera, zawiera w hamiltonianie jeszcze człon równy energii kinetycznej jąder (dla danej geometrii cząsteczki) obliczonej za pomocą elektronowej funkcji falowej:
{\displaystyle E_{\textrm {mol}}\phi =[{\hat {T}}_{n}+E_{n}+\langle \chi |{\hat {T}}_{n}|\chi \rangle ]\phi .}
Przybliżenie Borna-Openheimera (lub adiabatyczne) pozwala zdefiniować takie pojęcia, jak energia elektronowa i powierzchnia energii potencjalnej dla ruchu jąder, oraz klasyfikować w spektroskopii przejścia promieniste jako elektronowe i oscylacyjno-rotacyjne.
Przybliżenie Borna-Openheimera jest na ogół dobrze spełnione, z wyjątkiem przypadku stanów zdegenerowanych lub prawie zdegenerowanych, gdzie występuje silne sprzężenie ruchu elektronów i jąder.

## Historia
Nazwa przybliżenia Borna-Oppenheimera pochodzi od nazwisk Maksa Borna oraz Roberta Oppenheimera, którzy w 1927 opublikowali w „Annalen der Physik” artykuł Zur Quantentheorie der Molekeln (O teorii kwantowej cząsteczek) („Annalen der Physik”, 84, 457–484 (1927)). Artykuł ten opisuje rozdzielenie ruchu elektronów oraz drgań i rotacji cząsteczki, jednak w innej formie niż ta prezentowana obecnie w podręcznikach chemii kwantowej.